# Johannes Dyba

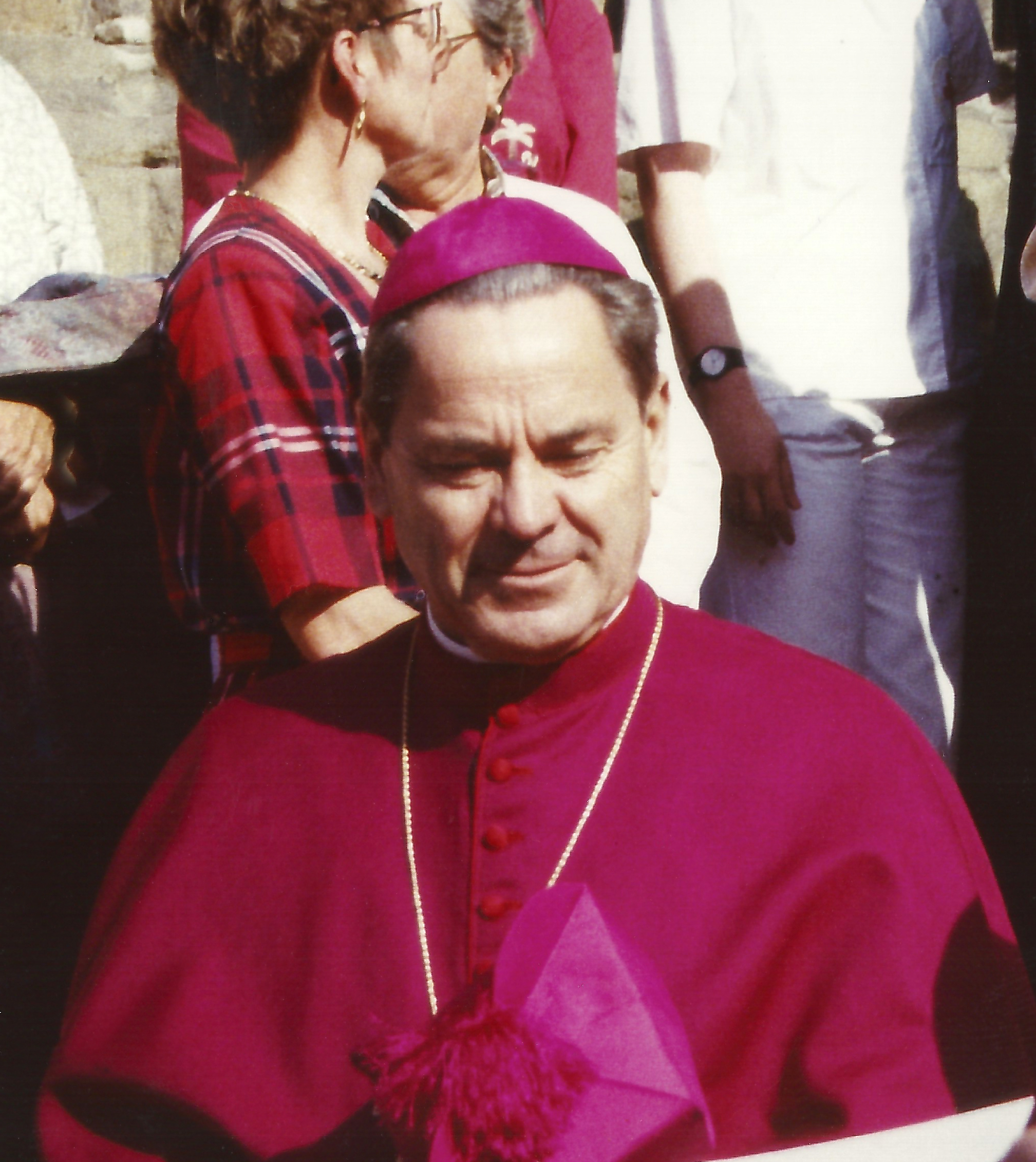
Erzbischof Johannes Dyba (1995)

Johannes Dyba (* 15. September 1929 in Berlin; † 23. Juli 2000 in Fulda) war ein deutscher Geistlicher und Diplomat sowie römisch-katholischer Erzbischof. Nach diplomatischem Dienst für die römische Kurie, unter anderem als Nuntius, war er von 1983 bis zu seinem Tod Bischof von Fulda, von 1990 bis zum Juli 2000 außerdem auch Militärbischof der Bundeswehr.

## Leben

### Ausbildung
Johannes Dyba wurde als drittes von vier Kindern des Lehrerehepaares Felix und Johanna Dyba, geb. Brüll, in Berlin-Wedding geboren und in der Pfarrkirche St. Georg in Berlin-Pankow getauft. Er besuchte in Berlin-Tegel die Volksschule und Oberrealschule für Jungen. 1941 wechselte er wegen der wachsenden Gefahr alliierter Luftangriffe auf Berlin an die Oberrealschule in Heiligenstadt (Eichsfeld), wo er nach verschiedenen Unterbrechungen bis zum Abitur im Jahr 1947 blieb. Nach bestandenem Abitur floh er über die Zonengrenze nach Fulda. In Bamberg studierte er Rechts- und Staatswissenschaften an der Philosophisch-Theologischen Hochschule. Hier wurde er am 14. Mai 1949 bei der Katholischen Deutschen Studentenverbindung Fredericia im CV als Urmitglied aufgenommen.
Schon seit seiner Gymnasialzeit engagierte sich Dyba in der Politik. Er gehörte dem Allgemeinen Studentenausschuss an und hielt im Wahlkampf 1948 Reden für die neu gegründete CSU. Im Rahmen des Demokratieförderprogramms der US-Regierung erhielt Dyba im Jahr 1949 ein Stipendium an der Duke University in Durham in den Vereinigten Staaten; 1950 wechselte er zur University of Denver.
Nach seiner Rückkehr immatrikulierte er sich an der Ruprecht-Karls-Universität Heidelberg, wo er im Jahr 1952 das erste juristische Staatsexamen ablegte. Seinen politischen Interessen ging er dort als Mitglied des Bundesvorstandes und zeitweilig als Pressereferent des RCDS nach. Zudem war er Mitglied der katholischen Studentenverbindung KDStV Arminia Heidelberg im CV.
Im Sommer 1953 trat er mit dem Ziel, Priester zu werden, in das Kölner Diözesankonvikt Albertinum in Bonn ein und nahm an der Universität zu Köln seine theologischen Studien auf. Im folgenden Jahr wurde er mit einer Arbeit über den Einfluss des Krieges auf völkerrechtliche Verträge an der Universität Heidelberg zum Doktor der Rechte promoviert.
Nach Abschluss des Theologiestudiums wurde er 1957 in das Kölner Priesterseminar in Bensberg aufgenommen und empfing am 2. Februar 1959 im Kölner Dom durch Josef Kardinal Frings die Priesterweihe.

### Diplomatenkarriere
Nach einem kurzen pastoralen Einsatz in Köln-Junkersdorf wurde er Kaplan in Wuppertal-Barmen. Im September 1960 wurde er zum Dienst an der römischen Kurie freigestellt, die im Zuge des konziliaren aggiornamento internationalisiert werden sollte. Dyba nahm in Rom das Studium der Kanonistik an der Päpstlichen Lateranuniversität auf und absolvierte die Päpstliche Diplomatenakademie. Im Jahr 1962 beschloss er seine kirchenrechtlichen Studien mit der Promotion zum Doktor beider Rechte. Seine Dissertation behandelte die Frage nach den Gründen für die einseitige Aufhebung von internationalen Verträgen und Konkordaten.
Als Diplomat des Heiligen Stuhls war Dyba zunächst Attaché in der deutschsprachigen Abteilung der damaligen zweiten Sektion des Staatssekretariates und avancierte später zu deren Leiter. Am 1. Juli 1966 verlieh ihm Papst Paul VI. den Ehrentitel Überzähliger Geheimkämmerer Seiner Heiligkeit (Monsignore). Im Zuge der nachkonziliaren Kurienreform von Papst Paul VI. wurde Dyba in den Außendienst versetzt: 1967 berief man ihn an die Apostolische Nuntiatur in Buenos Aires, ein Jahr später wechselte er als Botschaftssekretär nach Den Haag. 1968 wurde er offizielles Mitglied im Rat der römischen Kurie für Außenbeziehungen. Im Sommer 1972 wurde er als uditore an die Nuntiatur nach Kinshasa versetzt, wo er in einer kirchenpolitisch schwierigen Lage nach der Abberufung des Nuntius interimistischer Geschäftsträger wurde. 1974 erfolgte eine Versetzung als Nuntiaturrat nach Kairo. Am 29. Januar 1976 verlieh ihm Paul VI. den Titel Ehrenprälat Seiner Heiligkeit.
Nach zehnjährigem diplomatischem Außendienst wurde Dyba im Jahr 1977 nach Rom zurückberufen und zum Vizesekretär der Päpstlichen Kommission Iustitia et pax bestellt. Am 25. August 1979 ernannte ihn Papst Johannes Paul II. zum Apostolischen Pronuntius in Liberia und Gambia sowie zum Apostolischen Delegaten für Guinea und Sierra Leone. Gleichzeitig wurde er zum Titularerzbischof von Neapolis in Proconsulari bestimmt, und am 13. Oktober 1979 empfing er durch Kardinalstaatssekretär Agostino Casaroli im Kölner Dom die Bischofsweihe; Mitkonsekratoren waren Joseph Kardinal Höffner und Duraisamy Simon Kardinal Lourdusamy (Indien). Sein Amtssitz wurde Monrovia in Liberia.
In Liberia setzte sich Johannes Dyba unter anderem für den Bau von Krankenstationen für Lepra-Patienten ein. Mit Hilfe von Spenden aus Deutschland wurde so die Leprastation in Ganta erheblich aufgewertet. In Liberia wurde er von Terroristen überfallen und musste schwer verwundet in ein Krankenhaus gebracht werden.

### Bischof von Fulda

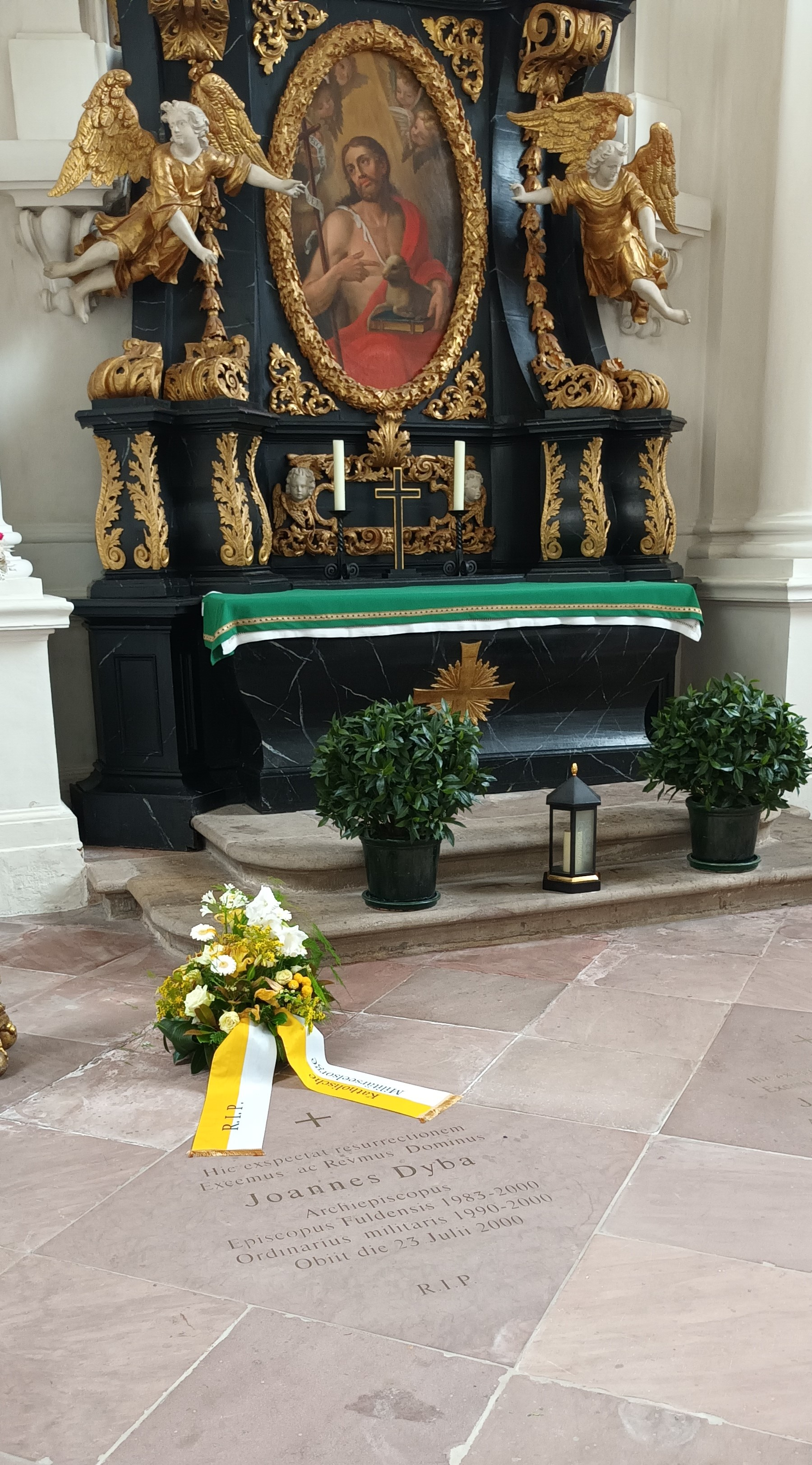
Das Grab von Erzbischof Johannes Dyba im Fuldaer Dom

1983 wurde Dyba nach dem Rücktritt des Fuldaer Bischofs Eduard Schick vom dortigen Domkapitel zu dessen Nachfolger gewählt. Am 4. Juni 1983 ernannte ihn Papst Johannes Paul II. unter Beibehaltung des persönlichen Titels eines Erzbischofs zum Bischof von Fulda. Am 4. September wurde er in sein Amt eingeführt. Innerhalb der Deutschen Bischofskonferenz leitete Dyba von 1983 bis 1989 die Arbeitsgruppe für das neue Kirchenrecht und gehörte der Kommission Weltkirche an.
Am 30. November 1990 wurde er zusätzlich mit dem Amt des Militärbischofs für die Deutsche Bundeswehr betraut. In dieser Eigenschaft war er von 1991 bis 1999 Mitglied des Zentralbüros für die Militärordinariate in Rom. Ferner war er ab 1993 Mitglied in der römischen Kongregation für die Bischöfe. 1994 wurde er mit dem Großen Verdienstkreuz der Bundesrepublik Deutschland ausgezeichnet. Anlässlich seiner letzten großen Predigt zum Bonifatiusfest am 4. Juni 2000 in Fulda äußerte Dyba seinen wohl bekanntesten Ausspruch:

„So wollen wir heute hier ein Zeichen setzen; unseren Glauben erneuern, unsere Treue bekennen und Gottes Segen empfangen! Ja, mehr noch: Als aufrichtige Gläubige selbst zum Segen werden für alle Wankenden und Schwankenden und Kleingläubigen unserer Zeit. Das ist der Sieg, der die Welt überwindet: Unser Glaube! Das Bekenntnis dieses Glaubens wollen wir jetzt vom Domplatz zu Fulda emporschallen lassen, dass man es hört im Himmel und auf Erden: Credo! Credo! Credo! Amen.“

Dyba erlag im Schlaf einem plötzlichen Herztod und wurde in der Johanneskapelle des Doms zu Fulda beigesetzt.
Im Zuge der Missbrauchsaufarbeitung im Bistum Fulda wurde Dyba vorgeworfen, dass er in seiner Amtszeit als Bischof von Fulda nicht genügend Verantwortung für die Aufarbeitung von Missbrauchsvorwürfen übernommen hat. Die Verantwortung hatte er an den Fuldaer Weihbischof Johannes Kapp delegiert, der von 1977 bis 2003 die gesamte Personalverantwortung trug und Personalchef des Bistums war. Dybas Nachfolger Michael Gerber kritisierte dessen Verhalten im Umgang mit den Missbrauchsvorwürfen: Als Bischof trage man immer die Letztverantwortung.

### Privates
Dyba war ein leidenschaftlicher Ansichtskartensammler. Seine umfangreiche Sammlung lithografischer deutscher Ansichtskarten erbrachte nach seinem Tod bei mehreren Auktionen in den Jahren von 2001 bis 2005 über 500.000 €.
Johannes Dyba starb am 23. Juli 2000 mit 70 Jahren in Fulda.

## Bischofswappen

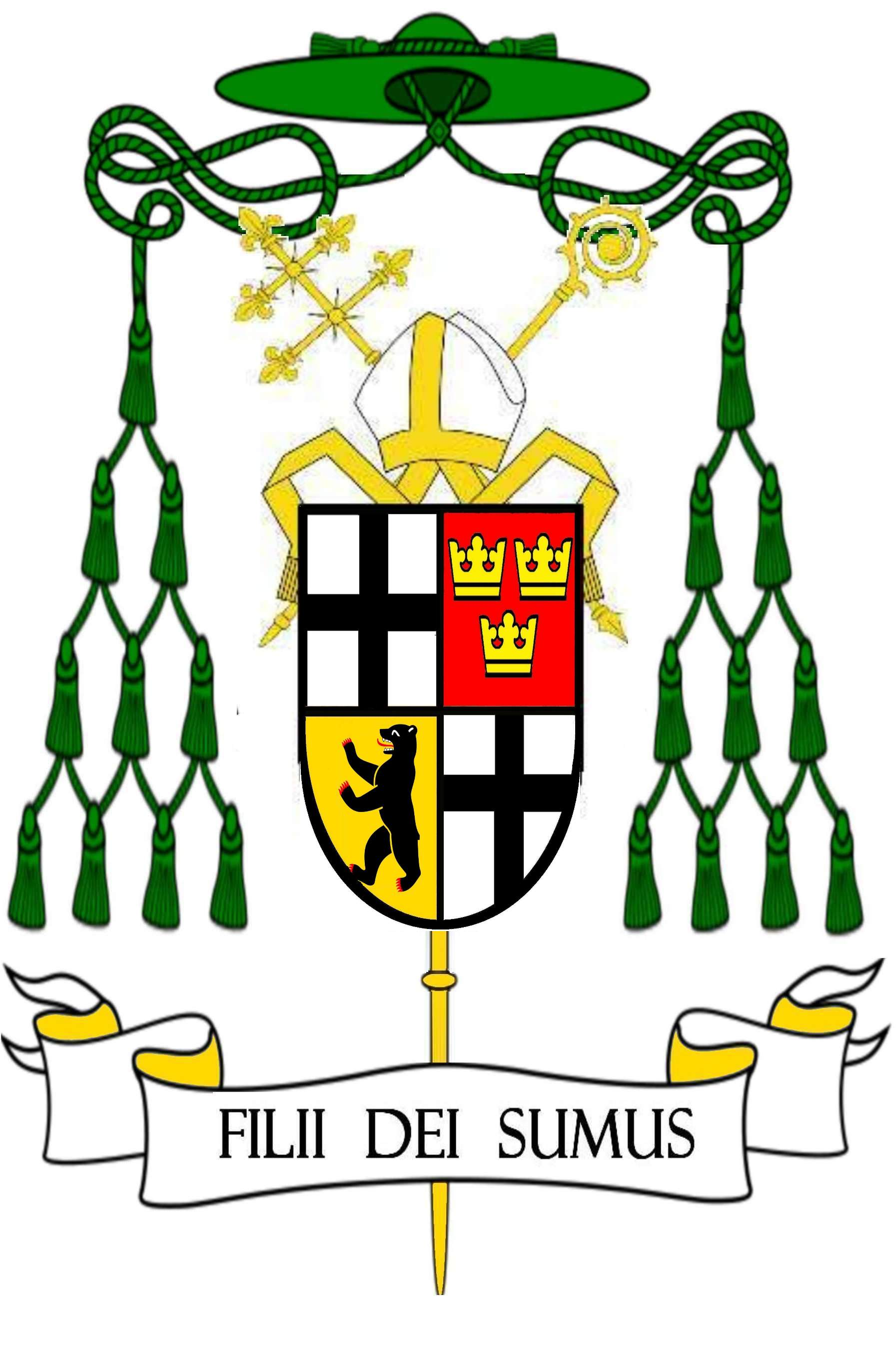
Wappen des Bischofs von Fulda 1983–2000 – Erzbischof pro hac vice

Der gevierte Wappenschild zeigt in Feld 1 und 4 je in Silber ein schwarzes Balkenkreuz, das Wappen des Bistums Fulda (Fürstabtei Fulda), in Feld 2 in Rot drei, zwei zu eins gestellte, goldene Kronen, in Feld 3 in Gold einen schwarzen rotbewehrten Bär.
Das Wappen nimmt Bezug auf die Herkunft des Bischofs, Dyba selbst nannte die Wappenfiguren „Symbole für meine irdische Heimat“. Der Berliner Bär steht für den Vater, einen Berliner, und den Geburtsort des Bischofs. Die „Kölner Dreikönigskronen“ stehen für die rheinische Herkunft der Mutter und den Ort seiner Priesterweihe.
Hinter dem Schild das doppelte Bischofskreuz (Erzbischof) und der Krummstab, darüber der grüne Galero (Bischofshut) mit den jeweils zehn herunterhängenden grünen Quasten (fiocchi).
Der Wahlspruch Filii Dei Sumus (Wir sind Kinder Gottes) ist dem 1. Johannesbrief (1 Joh 1,3 ) entnommen.

## Rezeption

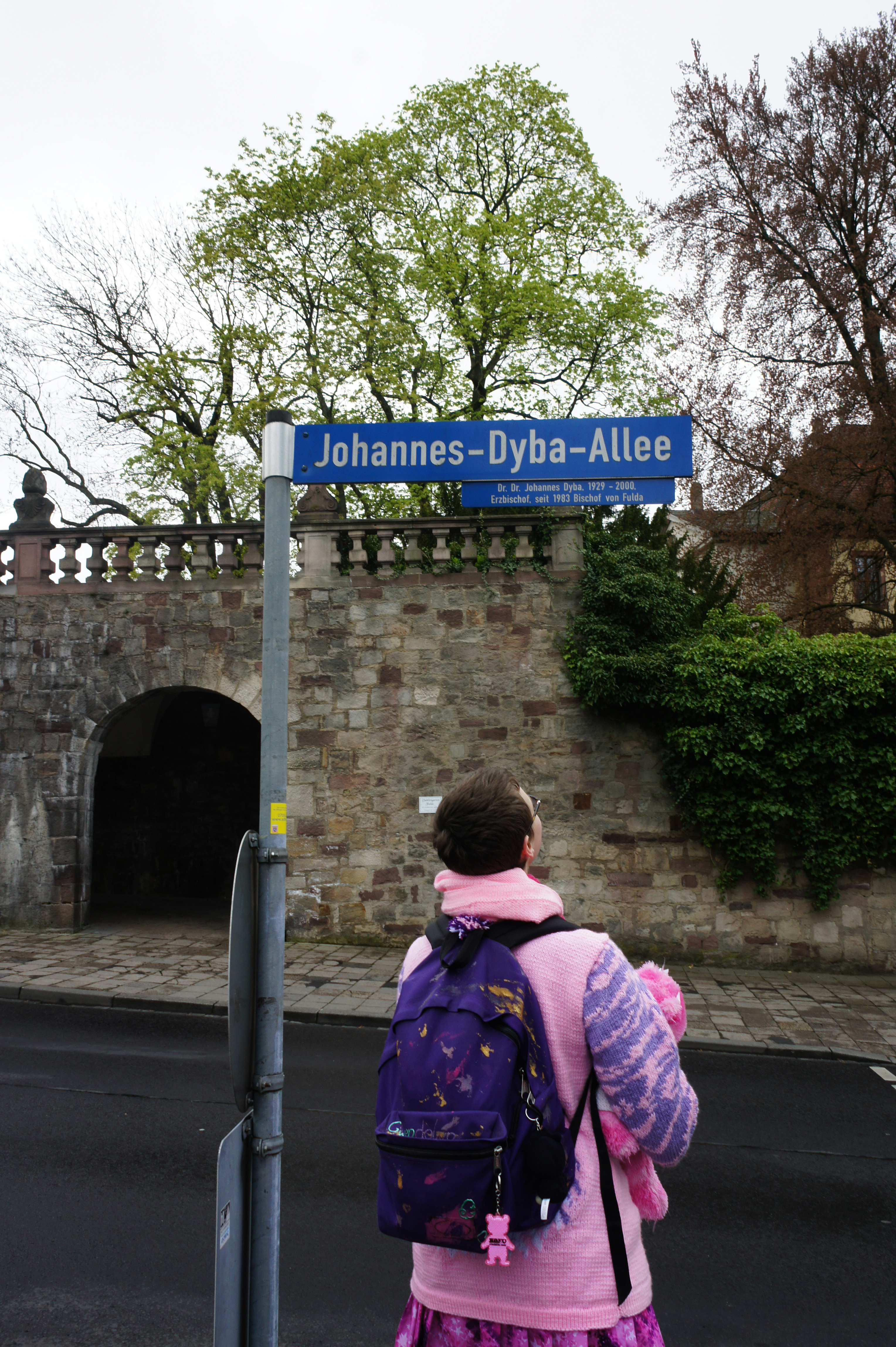
Johannes-Dyba-Allee in Fulda

Dyba galt innerhalb der Deutschen Bischofskonferenz als einer der konservativsten Repräsentanten der katholischen Kirche in Deutschland. Besonderes Echo, auch innerhalb der katholischen Kirche, verursachte im September 1993 sein Entschluss, das Bistum Fulda aus dem staatlichen System der Schwangerschaftskonfliktberatung auszunehmen. Er bezeichnete den für straffreie Abtreibung nach dem Gesetz benötigten Beratungsschein als „Lizenz zum Töten“. Dyba war auch ein kompromissloser Gegner des von der rot-grünen Bundesregierung geplanten Lebenspartnerschaftsgesetzes für gleichgeschlechtliche Paare. In diesem Zusammenhang bezeichnete Dyba in einem Gastbeitrag für den Spiegel „Homosexualität als eine Degeneration“ und fügte an, „importierte Lustknaben“ hätten keinen Anspruch auf die Fürsorge der Gemeinschaft. Dem Bund der Deutschen Katholischen Jugend (BDKJ) warf er 1991 vor, aus „linken Grünen und kirchenfeindlichen Ideologen“ zu bestehen, und unternahm Bestrebungen, durch die Gründung eines eigenen Jugendverbandes, der Katholischen Jugend im Bistum Fulda, und durch Mittelentzug für den BDKJ in seinem Bistum die „gutwilligen Kräfte in der katholischen Jugend von dieser Mafia zu befreien“.
Ein ehemaliger Messdiener, dessen Mutter und dessen Anwalt warfen Dyba vor, zu lax mit Geistlichen umzugehen, die in den Verdacht des sexuellen Missbrauchs Minderjähriger geraten waren.
Dybas unerwarteter Tod fand ein großes Medienecho. Zum Beispiel schrieb die Katholische Kirchenzeitung für das Erzbistum Berlin:

„Dyba führte als gebürtiger Berliner in seinem bischöflichen Wappen keinen Teddy, sondern einen Bären und erwies sich oft genug als solcher. In der Bischofskonferenz galt er manchen als ‚enfant terrible‘, die zugleich froh waren, dass er sagte, was sie so deutlich nicht zu sagen wagten; anderen galt er als das Salz in der Suppe. Für die Medien gab es kein Thema, zu dem sie neben, ja oft sogar vor dem Vorsitzenden der Bischofskonferenz nicht auch Johannes Dyba hören wollten.
Dyba war so häufig wie kein zweiter Bischof in den Medien präsent, weil sich andere Hirten davor drückten. In ihm vernahmen Fernsehen, Radio und Zeitungen nicht nur eine Stimme, sondern einen Begeisterten aus Fleisch und Blut, ein Original. Es sprach ein Mann, der manches zurücknehmen und sich bisweilen entschuldigen musste, aber das auch konnte, und dem nach seinem Tod verbale Fehltritte verziehen wurden, weil man nicht nur seine klare Haltung, sondern seine Person und sein Berliner ‚Herz mit Schnauze‘ vermisste.“

Die Frankfurter Allgemeine Zeitung charakterisierte 2010 Dyba so: „Die Rolle des agent provocateur der Bischofskonferenz und des Lieblingsgegners des juste milieu in den Medien und der Politik füllte Dyba bis zu seinem frühen Tod allein aus.“
Im Nachruf schrieb Der Spiegel:

„Als der Vatikan-Diplomat […] 1983 Bischof von Fulda wurde, war er bereits als ironisch-bissiger Kirchen-Fundi europaweit bekannt. Diese Linie – es gilt nur das päpstliche Wort – behielt er konsequent bei. Mit griffigen Sprüchen machte der gebürtige Berliner alles nieder, was in Deutschland altbackener katholischer Theologie und Moral widersprach: Abtreibung und Beratungsschein, Gays und Grüne, kritische Theologen und zögerliche Bischöfe, selbstbewusste Laien und jeglichen Demokratieversuch der Kirche. Zum Spiegel hegte der Oberhirte … eine Art Hassliebe. Einerseits hielt er das Blatt für ‚die Pressestelle des Teufels‘, und zum 50-jährigen Spiegel-Jubiläum gratulierte er: ‚Wenn eine gütige Fee mir drei Wünsche freistellen würde, wäre einer davon sicher die Bekehrung von Rudolf Augstein.‘ Andererseits benutzte er den SPIEGEL als willkommene Plattform, wann immer die Redaktion es ihm anbot. Nur einmal untersagte er die Publikation eines mit ihm geführten Gesprächs über die Ungereimtheiten in seinem Fundamentalismus. Grund für die Ablehnung: ‚Ich muss mich doch nicht freiwillig schlachten lassen‘.“

## Schriften
- Der Einfluss des Krieges auf die völkerrechtlichen Verträge. Heidelberg, Diss. iur. 1954, XIV [masch.]
- Die Gründe für die einseitige Aufhebung von internationalen Verträgen und Konkordaten. Rom, Diss. iur. utr., Lateran-Univ. 1962 [masch.]
- Das Wort des Bischofs. In: Bonifatiusbote. Kirchenzeitung für das Bistum Fulda, 1986–2000.
- Geistige Grundlagen der europäischen Einigung. Melle, 1988.
- mit Karl Lehmann: Zu den künftigen Aufgaben der Streitkräfte. Bonn, Kath. Militärbischofsamt, 1992.
- Werner Kathrein (Hrsg.): Worte in die Zeit. Predigten, Ansprachen, Beiträge, im Auftr. d. Bischöfl. Domkapitels. Frankfurt am Main, 1994.